# Longarenus
Longarenus Simon, 1903 è un genere di ragni appartenente alla famiglia Salticidae.

## Distribuzione
L'unica specie oggi nota di questo genere è stata rinvenuta nella Guinea Equatoriale.

## Tassonomia
A dicembre 2010, si compone di una specie:
- Longarenus brachycephalus Simon, 1903[2] — Guinea Equatoriale